# غيورغ يوهانسون
غيورغ يوهانسون (بالسويدية: Georg Johansson)‏ لاعب كرة قدم سويدي راحل كان يجيد اللعب في خط الهجوم.
لعب طوال مسيرته الرياضية في نادي براغي.
شارك مع منتخب السويد في بطولة كأس العالم 1934 في إيطاليا حيث خرج من الدور الربع النهائي.

## وصلات خارجية
- غيورغ يوهانسون على موقع قاعدة بيانات كرة القدم.إي يو (الإنجليزية)
- غيورغ يوهانسون على موقع ناشيونال فوتبول تيمز (الإنجليزية)
- غيورغ يوهانسون على موقع عالم كرة القدم.نت (الإنجليزية)

- هذا سيرة ذاتية